# Пёттмес
Пёттмес (нем. Pöttmes) — торговая община в Германии, в Республике Бавария. Община расположена в правительственном округе Швабия в районе Айхах-Фридберг и непосредственно подчиняется управлению административного сообщества Пёттмес, являясь его центром.
По данным на 31 декабря 2015 года:
- территория — 8254,88 га;
- население — 6586 чел.;
- плотность населения — 79,78 чел./км²;
- землеобеспеченность с учётом внутренних вод — 12 533,98 м²/чел.

## Население
По оценке на 31 декабря 2015 года население общины Пёттмес составляет 6586 чел. 

| Дата      | 1840 | 1871 | 1900 | 1925 | 1939 | 1950 | 1961 | 1970 | 1987 | 2011 |
| --------- | ---- | ---- | ---- | ---- | ---- | ---- | ---- | ---- | ---- | ---- |
| Население | 4174 | 4254 | 4347 | 4726 | 4409 | 6652 | 5363 | 5539 | 5580 | 6260 |

| Год       | 1960 | 1970 | 1980 | 1990 | 2000 | 2009 | 2010 | 2011 | 2012 | 2013 | 2014 | 2015 |
| --------- | ---- | ---- | ---- | ---- | ---- | ---- | ---- | ---- | ---- | ---- | ---- | ---- |
| Население | 5296 | 5550 | 5449 | 5732 | 6184 | 6348 | 6282 | 6274 | 6268 | 6337 | 6433 | 6586 |